# Блюменталевская премия
Блюмента́левская пре́мия (фр. prix Blumenthal) — серия грантов, основанная американским банкиром Джорджем Блументалем (1858—1941) и его супругой Флоренс Блументаль (1875—1930) и вручавшаяся молодым писателям и художникам Франции в 1919—1954 годах.
После окончания Первой мировой войны супруги Блументаль (во французском произношении — Блюменталь) переехали из США в Париж. По предложению друга четы Поля Валери они учредили «Американский фонд французской мысли и искусства» (фр. Association américaine pour la Pensée et l' Art français). Помимо Блументалей, моральную и финансовую поддержку ассоциации оказали Джордж Бейкер, Уильям Коэн, Генри Дейвисон, супруги Генри и Хелен Фрики, Чарлз Хейден, Джон Пирпойнт Морган (младший), Томас Райан с супругой, Эдвард Стеттиниус, Генри Уолтор и ещё один друг Блументалей, решивший сохранить анонимность. Ассоциация финансово помогала молодым французским писателям и художникам, вручая им гранты на творчество — первоначально таких грантов вручалось 10 в год, позднее их количество возросло до 14 в год. Сумма грантов составляла первоначально 6000 франков, в 1926 году она была увеличена до 10 000 франков.
В попечительский совет премии входили по должности президент Французской Республики, послы США во Франции и Франции в США, премьер-министр Франции, министры Народного просвещения и Изящных искусств, председатели Союза писателей, профсоюзов парижской прессы и французской художественной прессы, в личном качестве — герои прошедшей мировой войны французские маршалы Фош, Жоффр и Файоль, а также известные писатели, художники, другие деятели искусства. Премия делилась на семь номинаций, каждую из которых присуждало жюри, состоявшее из известных представителей соответствующего вида искусства: литературной, живописной, скульптурной, декоративных искусств, архитектурной, гравюрной и музыкальной.
В 1929 году ассоциация была преобразована в «Ассоциацию Флоранс Блюменталь» (в соответствии с французским произношением имени и фамилии, фр. Association Florence Blumenthal), которая, однако, на следующий год умерла от пневмонии. Председателями премии были:
- Анри Шампли (1929—1930)
- Жорж Миго[фр.] (1931—1935)
- Морис Ги-Лоэ[фр.] (1935—1949)
- Жак Дебю-Бридель[фр.] (1949—1954)

За время существования премии гранты получили около 200 деятелей искусства. Премии выдавались вплоть до 1954 года, после чего ассоциация была ликвидирована, поскольку из-за разразившейся инфляции сумма гранта стала смехотворной.